# تیموتچف
تیموتچف (به لاتین: Tymoteuszew) یک منطقهٔ مسکونی در لهستان است که در Gmina Jakubów واقع شده‌است.

## خصوصیات
تیموتچف ۷۰ نفر جمعیت دارد.